# Astérix et la Potion magique
Pour l’article homonyme, voir Astérix et la Potion magique (jeu vidéo).
Astérix et la Potion magique est un jeu de société édité en France en 1967 par la société Noël située à Montbrison (aussi éditeur de jeux Tintin et Milou). C'est le premier jeu de société inspiré par le personnage de bande dessinée Astérix imaginé par René Goscinny et Albert Uderzo.
Le même titre a ensuite été repris par les Éditions Nathan en 1985 pour un autre jeu de parcours au thème similaire, plus proche cependant de l'album Le Tour de Gaule d'Astérix.

## Description
Il s'agit d'un jeu de hasard raisonné combinant certains principes des petits chevaux et du 1000 bornes.
Le jeu de 1967 est pourvu d'un plateau où chaque joueur, représenté par un pion, effectue un parcours à l'aide d'un dé en partant du village gaulois pour y revenir. Il doit au passage se débarrasser d'éléments qu'il possède (figurés par des cartes) et récupérer une serpe et une gourde de potion magique. Des cartes « handicap » sont prévues afin de freiner les adversaires, ainsi que des cases spécifiques du parcours permettant de les retarder. Le gagnant est celui qui revient au village le premier, muni de sa serpe et de sa gourde et débarrassé de toutes ses cartes.
Le jeu de 1985 s'effectue aussi sur un plateau où le joueur est chargé d'une "mission", recueillir des ingrédients pour la potion magique de Panoramix. Il tire au sort au départ les cartes figurant les ingrédients qu'il doit aller chercher dans différentes villes de l'Empire Romain et la ville où trouver l'ingrédient. Arrivé dans la ville correspondant à un ingrédient, il se débarrasse de la carte en la mettant dans le chaudron de potion. Des cartes « handicap » sont également prévues afin de freiner les adversaires, ainsi que des cases spécifiques du parcours permettant de les retarder. Mais le joueur bénéficie au départ d'une gourde pleine de potion magique et, selon des cartes "chances", de l'aide d'Astérix et/ou Obélix. Le gagnant est celui qui revient au village le premier, débarrassé de toutes ses cartes.
Liste des ingrédients du jeu Nathan 1985:
| Ville            | Ville(actuelle)    | Pays            | Case | Ingrédient                         |
| ---------------- | ------------------ | --------------- | ---- | ---------------------------------- |
| VALENTIA         | Valence            | Espagne         | B2   | de la pulpe d'orange               |
| BRUNDISIUM       | Brindisi           | Italie          | B4   | 2 fleurs d'origan                  |
| NUMENTIA         | Soria              | Espagne         | B1   | Une mesure d'huile d'olive         |
| LUGDUNUM         | Lyon               | France          | B2   | Une rondelle de saucisson          |
| ILIUM            | Troie              | Turquie         | B5   | Poudre de sabot du cheval de Troie |
| HISPALIS         | Séville            | Espagne         | C1   | Une once de safran                 |
| SERDICA          | Sofia              | Bulgarie        | A4   | Du yogourt nature                  |
| TYRUS            | Sour               | Liban           | B6   | Un filet d'huile de roche          |
| BRIGANTIUM       | La Corogne         | Espagne         | B1   | Une gamba grillée                  |
| GADES            | Cadix              | Espagne         | C1   | Un zeste de citron                 |
| CONDATE          | Rennes             | France          | A2   | Une boule de gui                   |
| BURDIGALA        | Bordeaux           | France          | B2   | Un pichet de vin                   |
| GENUA            | Gênes              | Italie          | B3   | 3 grains de tapioca                |
| CYRENE           | Shahat             | Libye           | C4   | Une pesée d'extrait de pourpre     |
| SALONAE          | Solin              | Yougoslavie     | B3   | Un jus de prune                    |
| SPARTA           | Sparte             | Grèce           | B4   | Une feuille de vigne               |
| ANTIOCHIA        | Antakya            | Turquie         | B6   | Un gramme de caviar                |
| PANTICAPEE       | Kertch             | URSS            | A5   | Un pincée de sel                   |
| CORINTHUS        | Corinthe           | Grèce           | B4   | 4 raisins secs                     |
| MEMPHIS          | Memphis            | Égypte          | C6   | Une feuille de menthe              |
| PORTUS MAGNUS    |                    | Algérie         | C2   | Un loukoum                         |
| TYRAS            |                    | URSS            | A5   | Quelques miettes de blini          |
| CAMULODUNUM      | Colchester         | Grande-Bretagne | A2   | Un sachet de thé                   |
| ATTALEIA         | Antalya            | Turquie         | B5   | Une noisette broyée                |
| CASTRA REGINA    | Regensburg         | Allemagne       | A3   | Une chope de cervoise              |
| CIRTA            | Constantine        | Algérie         | C3   | Un pois chiche                     |
| NICOPOLIS        |                    | Grèce           | B4   | Quelques pépins de pastèque        |
| AQUINCUM         | Budapest           | Hongrie         | A3   | Un soupçon de paprika              |
| PELUSIUM         | Ruines de Péluse   | Égypte          | C6   | un bâton d'encens                  |
| THESSALONICA     | Thessalonique      | Grèce           | B4   | Une lamelle de figue               |
| NEAPOLIS         | Naples             | Italie          | B3   | Une couronne de laurier            |
| GESORIACUM       | Boulogne-sur-mer   | France          | A2   | Une moule farcie                   |
| CARALES          | Cagliari           | Sardaigne       | B3   | Une antenne de langouste           |
| BUTHROTUM        | Ruines de Butrint  | Albanie         | B4   | Un bouquet de coriandre            |
| BONONIA          | Bologne            | Italie          | B3   | Une louche de sauce bolognaise     |
| TARSUS           | Tarse              | Turquie         | B6   | Un grain de poivre noir            |
| CHALCEDOINE      | Kadiköy            | Turquie         | A5   | Une feuille de tabac roulée        |
| SALAMIS          | Ruines de Salamina | Chypre          | B6   | Un tantinet de poudre de cuivre    |
| PANORMUS         | Palerme            | Sicile          | B3   | 3 gouttes d'huile de piment        |
| MEDIOLANUM       | Milan              | Italie          | B3   | Du parmesan râpé                   |
| TURRIS LISIBONIS | Porto Torres       | Sardaigne       | B3   | Quelques piquants d'oursin         |
| OLYMPIA          | Olympie            | Grèce           | B4   | Cendres du flambeau olympique      |
| ARGENTORATUM     | Strasbourg         | France          | A2   | Un doigt de choucroute             |
| RHEGIUM          | Reggio             | Italie          | B4   | 3 noyaux d'olive                   |
| NARBO            | Narbonne           | France          | B2   | Une gousse d'ail                   |
| TOMI             | Constanta          | Roumanie        | A4   | Un brin d'aneth                    |
| TARRACO          | Tarragone          | Espagne         | B2   | De la corne de taureau pilée       |
| EUHESPHERIDES    | Benghazi           | Libye           | C4   | Une datte confite                  |